# Ryszard Stefański
Ryszard Andrzej Stefański (ur. 22 lipca 1944 w Kochowie) – polski prawnik, profesor nauk prawnych, wykładowca na Uczelni Łazarskiego w Warszawie, prokurator Prokuratury Krajowej, redaktor naczelny kwartalnika Ius Novum, wykładowca postępowania karnego w Europejskiej Wyższej Szkole Prawa i Administracji w Warszawie, były Zastępca Prokuratora Generalnego w Ministerstwie Sprawiedliwości.

## Życiorys
W 1968 został członkiem Polskiej Zjednoczonej Partii Robotniczej. Od lat 70. XX w. był prokuratorem w prokuraturze w Garwolinie, następnie był zastępcą prokuratora wojewódzkiego i prokuratorem wojewódzkim w Siedlcach. Od 1978 był zastępcą członka KW PZPR w Siedlcach, a następnie członkiem Prezydium Wojewódzkiej Komisji Rewizyjnej oraz Prezydium Wojewódzkiej Komisji Kontrolno-Rewizyjnej KW PZPR w Siedlcach do grudnia 1989.
Specjalizuje się w zakresie prawa karnego materialnego i procesowego oraz prawnych zagadnień ruchu drogowego.
Autor około 400 artykułów, glos i recenzji opublikowanych w krajowych i zagranicznych czasopismach prawniczych oraz 26 książek, w tym: Zatrzymanie prawa jazdy i dowodu rejestracyjnego, Zakaz prowadzenia pojazdów, Nowe znaki i sygnały drogowe. Przepisy, wzory, komentarz, Prawo o ruchu drogowym z komentarzem praktycznym, Wykroczenia drogowe. Komentarz, Przestępstwa i wykroczenia drogowe w orzecznictwie SN.